# Regiunea Veliko Tărnovo
Veliko Tărnovo este o regiune (oblast) în nordul Bulgariei. Se învecinează cu regiunile Ruse, Tărgoviște, Sliven, Stara Zagora, Gabrovo, Loveci și Plevna. Este situată la granița Bulgariei cu România. Capitala sa este orașul omonim.
1. ↑  EKATTE, accesat în 10 iulie 2024